# Locomotiva DR V 75
La locomotiva V 75 della Deutsche Reichsbahn era una locomotiva diesel da manovra pesante.
Le V 75 furono progettate per sostituire le locomotive a vapore serie 80, utilizzate per i servizi di manovra nella stazione principale di Lipsia. Le locomotive furono ordinate alla ČKD di Praga, ed erano molto simili alle T 435.0 delle ČSD.
Riclassificate nel 1970 nella serie 107, furono radiate nel 1986.